# ルーファス・ウィルモット・グリスウォルド
ルーファス・ウィルモット・グリスウォルド（英: Rufus Wilmot Griswold、1815年2月13日 - 1857年8月27日）は、アメリカ合衆国バーモント州出身の選集出版家、編集者、詩人、評論家である。15歳の時に家を離れ、フィラデルフィア市、ニューヨーク市、その他の場所で、ジャーナリスト、編集者、評論家として働いた。1842年に『アメリカの詩人と詩』という選集を出版したこともあって、強力な文学の評判を築き上げた。この選集は当時としては最も包括的なものであり、アメリカの詩の中で最良と考えるものを集めた。その人生の後半でその改訂版や類似した選集を発行したが、掲載した詩人の多くはその後注目されなくなっていった。多くの作家はこれら選集のどれかに作品が掲載されたいと期待したが、グリスウォルドの癪に障る性格については厳しく批判していた。グリスウォルドは3度結婚した。最初の妻は若くして死亡し、2度目の結婚は公にされて議論を呼ぶ離婚で終わり、3人目の妻はその前の離婚がほとんど撤回となった後に彼の元を去った。
エドガー・アラン・ポーはグリスウォルドの選集にその詩が掲載された者だったが、どの詩人が掲載されるかを問題にする批判的な反応を掲載した。このことで二人の間に競争関係を生じさせ、雑誌「グラハムのマガジン」の編集者として、ポーの給与よりも高い給与でグリスウォルドがポーの後継者になるところまで大きくなった。この二人は後に詩人フランシス・サージェント・オズグッドの気を引くために競い合った。二人は見解の違いについて和解することはなく、1849年にポーが不可解な死を遂げた後、グリスウォルドはポーに同情しないような死亡記事を書いた。グリスウォルドはポーの選ばれた文学遺産執行人であると主張し、ポーの評判を傷つける運動を始め、グリスウォルド自身が死ぬ8年後まで続いた。
グリスウォルドはアメリカの詩の専門家であると自ら考え、学校の教科に含めることを早くから推奨した者だった。著作権法の導入も支持し、出版業界のためにアメリカ合衆国議会で証言したが、他人の作品の海賊版を作ることを躊躇わなかった。仲間の編集者は「最もやかましく長口舌を揮っている間も、（彼は）最も速いものを盗んでいる」と言っていた。

## 人生と経歴

### 初期の人生
ルーファス・ウィルモット・グリスウォルドは1815年2月13日に、バーモント州のラトランドの近くで生まれた。父はルーファス・グリスウォルド、母はデボラ（旧姓ワス）だった。ベンソンという小さな町で、厳格なカルヴァン主義の家庭に育った。14人兄弟の12番目であり、父は農夫かつ靴屋だった。1822年、一家はベンソンの農園を売却し、近くのハバードトンに転居した。グリスウォルドの子供時代は、複雑、気まぐれ、向こう見ずな性格だった。15歳の時に家を出て行き、自分のことを「孤独を好む精神、世界を彷徨い、ホームレスで楽しみも無いのけ者」と称していた。
グリスウォルドはニューヨーク州オールバニに移転し、ジョージ・C・フォスターという22歳のフルート奏者のジャーナリストと共に住んだ。フォスターは『ガスライトで見るニューヨーク』という著書で知られた作家だった。グリスウォルドは17歳までフォスターと同居しており、この二人は恋愛関係にあった可能性がある。グリスウォルドが出て行ったときに、フォスターが戻って来てくれるよう頼む手紙を書き、「貴方が私を愛しているならば、私の所に来てくれ」と締めくくっていた。1830年、グリスウォルドはレンセラー学校に入学しようとしたが、ある教授に悪ふざけを働こうとして捕まった後は、授業を受けることを認められなかった。

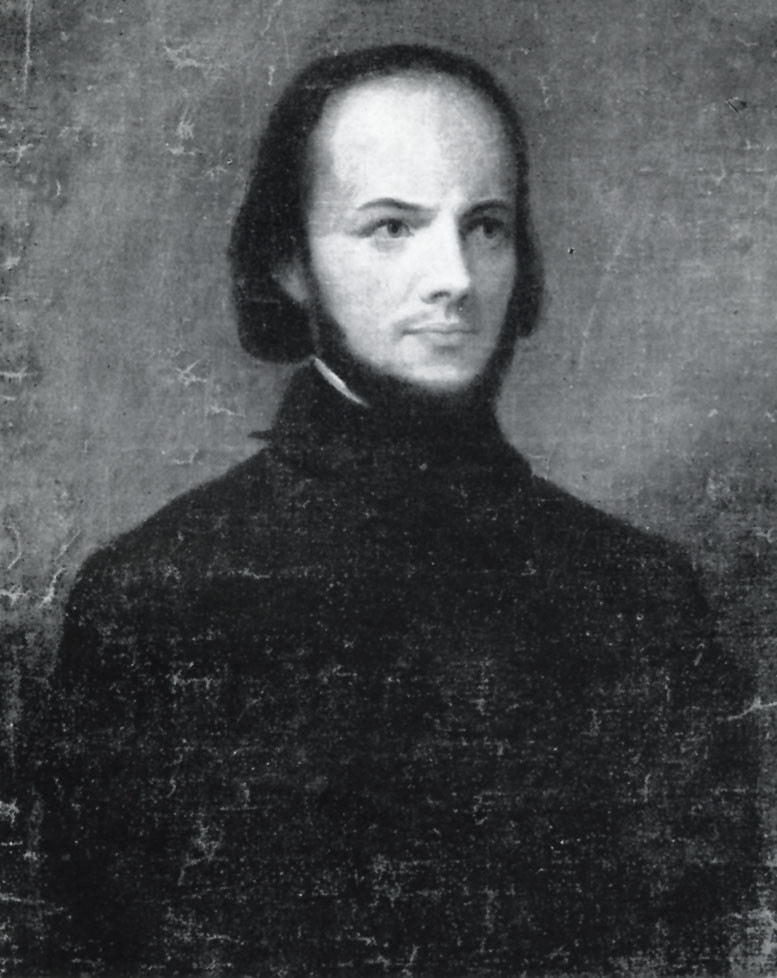
1840年頃のグリスウォルド

### 初期の職歴と最初の結婚
グリスウォルドは短期間印刷所の徒弟として働いた後、ニューヨーク州シラキュースに移転し、そこで数人の友人と共に「ポーキュパイン」と題した新聞を発刊した。この新聞は意図的に後に単なる意地の悪い批評として記憶されたものについて土地の人々を対象にしていた。
1836年にはニューヨーク市に移転し、同年3月、19歳のキャロライン・サールズに紹介され、その後に結婚した。グリスウォルドはニューヨーク地域で様々な出版社に編集者として雇われた。10月、ホイッグ党員として選挙に出馬することを検討したが、党の支援を得られなかった。1837年、バプテストの牧師の免許を得たが、終生変わらぬ宗派となったわけではなかった。
グリスウォルドは1837年8月にキャロラインと結婚し、2人の娘が生まれた。次女が生まれた後に、グリスウォルドは家族をニューヨークに残し、フィラデルフィア市に移動した。1840年11月27日の出発は全くの突発事であり、ホレス・グリーリーの出していた「ニューヨーク・トリビューン」紙の職を辞し、数千冊におよぶ蔵書も残して行った。フィラデルフィアの「デイリー・スタンダード」紙のスタッフに加わり、文芸評論家としての評判を築き、その残忍さと執念深さで知られるようになった。
1842年11月6日、ニューヨークの妻が3人目の子供である息子を出産した後で、グリスウォルドは妻の元を訪れた。その3日後、フィラデルフィアに戻ったグリスウォルドは、妻と息子が死んだことを知らされた。大きな衝撃を受けたグリスウォルドは彼女の棺と共に列車で旅し、30時間もその傍を離れることを拒み続けた。仲間の乗客が彼に少しは眠るように誘うと、彼女の唇に接吻し、彼女を抱きしめることで答えた。2人の子供達もその傍で泣いていた。葬儀の後、他の参列者が去った後でも、墓地を離れることを拒み、親戚に促されてやっと離れた。『五日間』と題するキャロラインに捧げる長い無韻詩を書き、それを1842年11月16日の「ニューヨーク・トリビューン」紙に掲載した。グリスウォルドはキャロラインが死んだと考えられず、再会できることを夢見ることも多かった。埋葬から40日が経ち、グリスウォルドは彼女の廟室に入り、その髪を一房切り、額と唇に接吻し、何時間も泣いていた。ある友人がグリスウォルドを彼女の傍に発見したのは30時間も経った後のことだった。

### 選集出版家と評論家

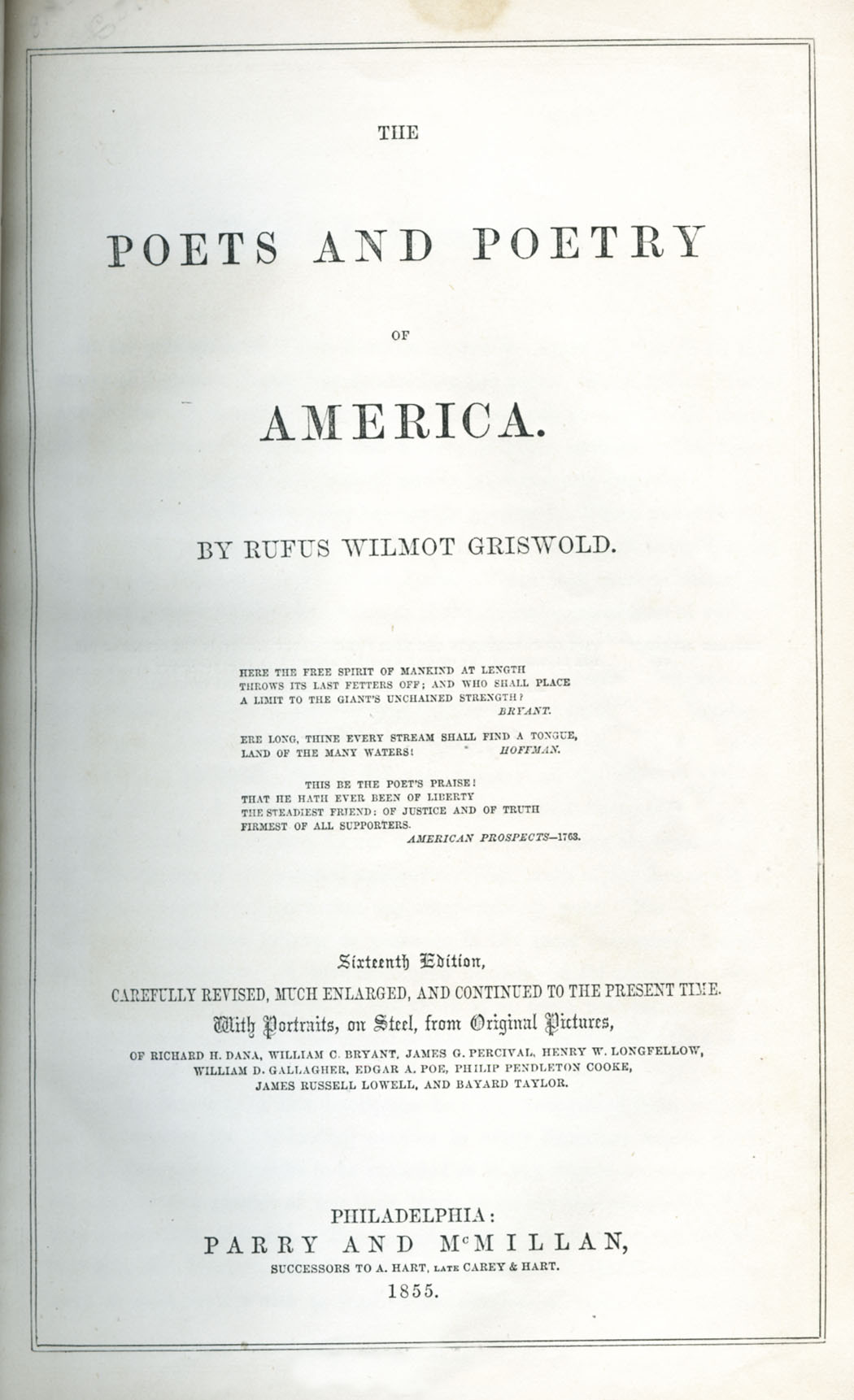
『アメリカの詩人と詩』1855年版の表紙

1842年、グリスウォルドは476ページに及ぶアメリカの詩集『アメリカの詩人と詩』を出版した。この本は画家で詩人のワシントン・オールストンに献呈したものだった。グリスウォルドは80人以上の詩人の詩を集めており、レディア・シゴーニーの詩が17編、エドガー・アラン・ポーのものが3編、チャールズ・フェノ・ホフマンのものが45編入っていた。ホフマンはグリスウォルドの親友であり、他のどの詩人より2倍以上のスペースが与えられた。グリスウォルドは、「最近死んだ著名人」の備忘録を集めた『伝記の年鑑』や、『アメリカ女流詩人の宝石箱』、『アメリカの散文詩人』、『アメリカの女流詩人』など多くの選集を監督するようになった。
1842年から1845年、グリスウォルドが『アメリカの散文詩人』の材料を集めている間に、当時ウィリアム・ランダーというペンネームで「バートンズ」などの文学雑誌に掲載していたホレス・ビニー・ウォレスの作品を見つけた。ウォレスはその選集に掲載されることを辞退したが、二人は友人となり、その後の年月で多くの手紙を交わした。その後、ウォレスはグリスウォルドの代わりに『ナポレオンと帝国の元帥達』(1847年）を代筆することになった。
1847年に出版された『アメリカの散文詩人』は、特にコーネリアス・マシューズやエバート・オーガスタス・ダイキンクが製作した類似選集と競合するように準備された。この散文詩集によってグリスウォルドが二人と競合関係となり、それはグリスウォルドが期待していたことだった。それが出版されるときに、グリスウォルドはボストンの出版者ジェイムズ・トマス・フィールズに「若いアメリカは過激になるだろう」と書き送っていた。グリスウォルドはその選集を準備するときに、掲載しようとしている存命の詩人に手紙を送り、どの詩を載せるべきか提案を求め、さらに伝記的なスケッチのための情報を集めていた。
1843年、グリスウォルドは随筆、小説、詩を集めた年刊の文芸誌「オパール」を創刊した。ナサニエル・パーカー・ウィリスがその創刊号を編集し、1844年秋に発売された。グリスウォルドは暫くの間「サタディ・イブニング・ポスト」紙の編集者であり、1844年には詩集『糸杉のリース』も出版した。グリスウォルド自身の『死の幸福な時』、『若い少女の死の時に』、『死の眠り』といった題の詩は、死の必然性や喪の意を強調していた。別の詩集『クリスチャンのバラードとその他の詩』も1844年に出版され、またノンフィクションの『共和制のコート、あるいはワシントンの時代のアメリカ社会』は1854年に出版された。この本はジョージ・ワシントンが大統領だった時代の出来事を収めることが意図されたが、歴史的な事実と出典の疑わしい伝承とを、一読では識別しがたいように混合させていた。この期間、グリスウォルドは時々説教を行う説教師を務めることがあり、イリノイ州のバプテスト系大学のシャートレフ・カレッジから名誉学位を得た可能性がある。このことで「グリスウォルド博士牧師」というニックネームを得ることになった。

### 2度目の結婚
1845年8月20日、グリスウォルドはユダヤ系の女性シャーロット・マイアーズと結婚した。シャーロットは42歳、グリスウォルドは33歳だった。二人の宗教的な違いについて心配があったが、彼女の叔母に結婚するよう圧力を掛けられていた。この違いは強いものだったので、グリスウォルドの友人の一人は、グリスウォルドの妻のことを「小さなユダヤ人女性」とのみ呼んだ。グリスウォルドの伝記作者ジョイ・ベイレスに拠れば、その結婚式の夜、彼女が「いくらか身体的不幸によって、妻にはなれない」ことが分かった。エドガー・アラン・ポーの伝記作者ケネス・シルバーマンは、セックスできなかったと説明している。グリスウォルドはこの結婚が無効だと考え、「同性同士の間に起きた儀式があった以上に、あるいは一人の性が疑わしいか曖昧である場合」よりも有効ではないと考えた。それでも二人はシャーロットの生まれ故郷であるサウスカロライナ州チャールストンに移動し、別室で眠ることにはなるが、同じ屋根の下に生活した。二人ともその状況に満足できず、1846年4月末には、彼女が「共にまた永久に分かれる...それは事実上離婚になる」契約書を弁護士に書かせた。この契約書ではグリスウォルドの再婚を禁じており、その娘のキャロラインがマイアーズの家族の所に留まることと引き換えに1,000ドルを支払うと定めていた。この別居後グリスウォルドは即座にフィラデルフィアに戻った。

### ニューヨーク市への移動
その数年後、グリスウォルドはニューヨーク市に戻った。下の娘はマイアーズ家の世話に任せ、上の娘のエミリーはその母方の親戚に任せていた。グリスウォルドはこの時までに「グランド・ターク（トルコ人）」というニックネームを得ており、1847年夏にはアメリカ女流詩人による詩集を編集する計画を立てていた。女性は男性と同じような「知的な」詩を書けないと考えており、分離する必要があると考えていた。その序文の中で、「2つの性における審美眼の能力の条件はおそらく異なっている、あるいは反対ですらある」と記していた。『アメリカの女流詩人』のために選んだ詩は必ずしも最大級に偉大な例ではなかったが、その代わりに伝統的な道徳や価値観を強調していたので選んでいた。同年、グリスウォルドはその人生の中で「最大の作品」と考えるもの、すなわち広範な伝記的事典の制作を始めた。数年間その仕事に携わって、それについて宣伝していたものの、完成することはなかった。エリザベス・F・エレットがその著書『アメリカ独立戦争の女達』を出版するのも手伝った。彼女がその本でグリスウォルドの援助を認めなかったときには怒った。1848年7月、ロードアイランド州プロビデンスの詩人サラ・ヘレン・ホイットマンを訪問した。ただし、グリスウォルドは眩暈と息切れがしており、ニューヨーク大学にあったアパートを滅多に離れることがなく、アヘンを吸わずに執筆することもできなかった。同年秋、てんかんの発作が起きた。これはその後の人生で何度も経験したものの始まりだった。ある発作の時はブルックリンのフェリーから転落し、危うく溺れるところだった。出版者のジェイムズ・T・フィールズに宛てて、「私は今肉体的にも精神的にも恐ろしい状態にある。これからどうなるのか分からない。...疲れ切ってどっちつかずの生活をし、死んでいく。天国に行くか地獄に行くか」と書いていた。1849年、親友になっていたチャールズ・フェノ・ホフマンが精神病院に入れられたときには、さらに問題になった。
グリスウォルドは様々な刊行物に、専属でもフリーランスでも編集と文芸評論の投稿を続けた。1850年7月1日から1852年4月1日号まで22か月の「インターナショナル・マガジン」への投稿もあった。そこでは、エリザベス・オークス・スミス、メアリー・E・ヒューイット、ジョン・R・トンプソンなど寄稿者との作業もあった。1855年11月10日、「クライテリオン」という雑誌で、ウォルト・ホイットマンの『草の葉』初版に関する匿名の書評を掲載し、「いかなる者の空想もこのように愚かな腐敗を確信できると想像するのは不可能である」と記した。グリスウォルドはホイットマンが「最も下品な想像と最も恥ずべき免許」の罪がある、「品位を下げ、不愉快な官能」であると告発した。ホイットマンの詩に触れて、泥を集めて低きに置いている。このように酷く猥褻なものに打ち勝つ力を持たねばならない、と言っていた。ホイットマンは後に『草の葉』の新版にグリスウォルドの書評を加えた。グリスウォルドはその書評をラテン語の言葉で「恐ろしい罪、クリスチャンの間でその名を出せない」で終えており、そてはキリスト教徒がソドミー（男色）を非難する時に長く使われてきた決まり文句だった。グリスウォルドはホイットマンの詩の中で男性同士のエロティックな願望や行動という主題を公然と指摘し、強調したことでは、19世紀で最初の者となった。ホイットマンの詩についてそれ以上の指摘は19世紀も終盤になってからのことだった。

### 離婚と3度目の結婚
グリスウォルドは詩人のアリス・キャリーと短期間浮気した後、ハリエット・マクリリスとの関係を追求した。元々「公になることを恐れ」、グリスウォルドの娘をシャーロット・マイアーズが愛していたので、シャーロットとの離婚を望んでいなかった。それでも1852年3月25日にフィラデルフィアの一般訴訟裁判所に離婚の申し立てをした。エリザベス・F・エレットとアン・S・スティーブンスがマイアーズに手紙を書き、離婚を認めないように勧め、またマクリリスにも彼と結婚しないように勧めた。グリスウォルドはマイアーズが離婚に同意するよう説得するために、彼女が彼を見捨てたという声明書に署名するならば、娘のシャーロットを傍に置いていてもよいとしていた。シャーロットがそれに同意し、離婚は12月18日に公のものになった。グリスウォルドはマイアーズあるいは娘に二度と会わないということになった可能性がある。マクリリスとグリスウォルドはそれから間もない1852年12月26日に結婚し、ニューヨーク市西23丁目196の家に入った。夫妻の息子ウィリアムは1853年10月9日に生まれた。
エレットとスティーブンスはグリスウォルドの元妻に手紙を書き続け、離婚を撤回するように勧めた。マイアーズが最後に折れて、1853年9月23日にフィラデルフィアで訴訟を起こした。しかし、裁判所は離婚の記録を失くしており、訴えを遅らせるしかなかった。その秋、グリスウォルドの問題に加えて、家でガス漏れから爆発と火災が発生した。グリスウォルドは大きな火傷を負い、まつ毛や眉毛を失い、手指の爪7本も失った。同年、15歳になっていた娘のエミリーがコネチカット州で死にかけた。彼女が乗っていた列車が跳ね橋から川に落ちた。グリスウォルドが現場に到着したときに、間に合わせの死体置き場に49人の死体を見た。エミリーも水中で認められたときに死んだと宣言されたが、医者が彼女を蘇生させることができた。1856年2月24日、離婚訴訟が裁判所に挙げられ、エレットとスティーブンスがグリスウォルドの性格について長々しい証言を行った。これにはグリスウォルドもマイアーズも出席せず、訴訟は棄却された。この厳しい試練に当惑したマクリリスはニューヨーク市のグリスウォルドの元を離れ、家族と共にメイン州バンゴーに移転した。

### 死
グリスウォルドは1857年8月27日、ニューヨークで結核のために死んだ。友人で作家のサラ・アンナ・ルイスが、エリザベス・エレットの干渉がグリスウォルドの状態を悪くしたことを示唆し、「グリスウォルドを死に駆り立てた」と言った。彼が死んだときに、その部屋を飾る物と言えば、グリスウォルド自身、フランシス・オズグッド、ポーの肖像画だけだった。友人のチャールズ・ゴッドフリー・リーランドは、グリスウォルドの机で多くの作家を攻撃する文書を見つけた。それらはグリスウォルドが出版のために準備していたものだった。リーランドはそれらを燃やすことに決めた。
グリスウォルドの葬儀は8月30日に行われた。その棺を担いだ者には、チャールズ・フレデリック・ブリッグス、ジョージ・ヘンリー・ムーア、リチャード・ヘンリー・ストッダードがいた。その遺骸はグリーンウッド墓地の墓を受けられるまで8年間待たされ、1865年7月12日に埋葬された。墓石は無かった。数千冊あったその蔵書は競売に掛けられ、収益は3,000ドル以上となったので記念碑制作に向けられるはずだったが、それが発注されることはなかった。

## 評判と影響

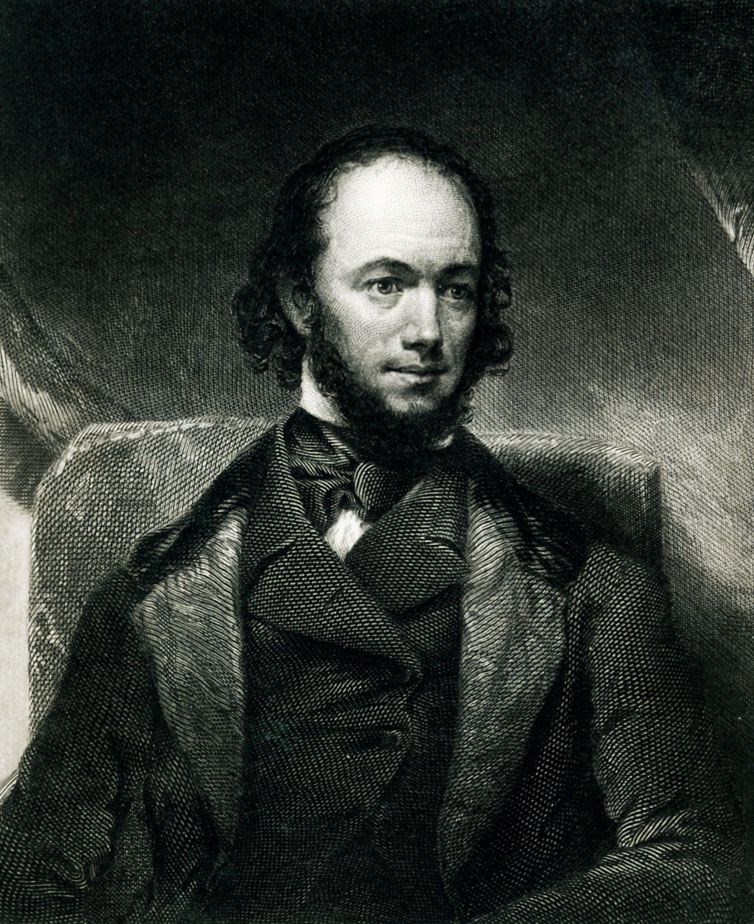
『アメリカの詩人と詩』1855年に掲載されたグリスウォルドの版画

グリスウォルドの選集『アメリカの詩人と詩』は当時としてこの種のものでは最も包括的なものだった。評論家のルイス・ゲイロード・クラークはグリスウォルドの本が「我々の年代と国の恒久的普及の文学に組み入れられるようになる」と予測すると言っていた。この選集でグリスウォルドは1840年代から1850年代にそこそこの評判を築き上げた。その初版は6か月の間に3度刷を重ねた。しかし、掲載した詩人の選択については、時として問題にされた。あるイギリスの編集者がこの選集を照査して、「2、3の例外を除き、合衆国全体で注目すべき詩人は居ない」と結論付け、この選集について、「大西洋の向こうのミューズ（詩神）に仕える苦難の中でも最も目立つ行動」だと言った。仮にそうだったとしても、この本は人気を博し、グリスウォルド死後もリチャード・ヘンリー・ストッダードの手によって数回の版を重ね続けさえした。
さらに近年にあっては、『アメリカの詩人と詩』は、それに選ばれた詩人がその後に注目されなくなっていったので、「詩人の墓場」とまであだ名された。文学史家のフレッド・ルイス・パティは「死んでいる...あらゆる蘇生をこえている」とまで記した。パティは、この本を「詩のゴミの集まり」であり「無価値のものの集まり」とも言った。
当時のアメリカ文学シーンの中で、グリスウォルドは突飛で、独善的で、うぬぼれで、悪意ある者と見られた。歴史家のペリー・ミラーは、「グリスウォルドは悪賢さの時代に来たのと同じくらい悪賢くあろうとしている。彼が実際に存在していると証明できる十分な書類もなく、我々は彼がチャールズ・ディケンズのもっともらしくもない発明の1つと想像することもできる」と記した。後の『アメリカの散文詩人』や『アメリカの女流詩人』のような選集は、グリスウォルドを文学の独裁者にすることに役立った。彼の力が大きくなるのを恐れながら、詩人はその承認を求めた。しかし、彼に印象を与えようとしたとしても、幾人かの詩人はグリスウォルドの性格について意見を出した。アン・S・スティーブンスは彼を2つの顔を持つものと呼び、「うまれつき真実を語れない」ものだと言った。グリスウォルドの友人であっても、彼が全くの嘘つきであることを知っており、「それはグリスウォルドのこと? あるいは真実?」というような言い方があった。別の友人は「私が出逢った中で最も怒りっぽく悪意がある男の一人」と呼んだことがあった。作家のコーネリアス・マシューズは1847年に、グリスウォルドは作家を利用するために釣り上げているのだと記し、「哀れで小さく無垢の魚は」「グリスウォルドの釣り針を」避けなければならないと警告していた。1843年1月28日、フィラデルフィアの「サタディ・ミュージアム」に匿名で掲載されたグリスウォルドの選集に関する書評の1つは、ポーが書いたものと考えられており、「グリスウォルドの運命はどうなるのか? 忘れられるのか、彼が傷つけ侮辱した者達による場合を除いて、彼は忘却の彼方に沈んでいく。彼が存在したと告げる印を残すこともなく。あるいは、彼が今後も語られるとすれば、その信頼を悪用した不誠実な従僕として述べられるかである」と書かれていた。
グリスウォルドのことを「馬鹿で、さらにはごろつき」だと言っていたジェイムズ・ラッセル・ローウェルは、その風刺詩『評論のための寓話』の中でグリスウォルドの性質について次のような詩を作っていた。
| But stay, here comes Tityrus Griswold, and leads on The flocks whom he first plucks alive, and then feeds on— A loud-cackling swarm, in whose feathers warm dressed, He goes for as perfect a — swan as the rest. | しかし、留まれ。専制者グリスウォルドが来て導く 彼が最初に生きたまま毛をむしり取り、餌を与える群れは 煩く泣き声を上げる群れであり、その羽根は暖かく覆っている 彼は残りのものを白鳥ほど完全に求めていく |

グリスウォルドは、イギリスの詩に加えてアメリカの詩を学校の生徒に教えることを提唱したことでは、最初期の者だった。その選集の1つ『学校で使うためのアメリカの詩における読み』は特にその目的で作られた。アメリカの詩に関するその知識は、1850年以前に出版されたアメリカの詩全て、推計500冊を読んできたという主張で強調された。雑誌「グラハムのマガジン」の寄稿者の1人は、「彼は、その言葉が許す限り、我々が知っている誰よりも文学の愛好者である」と書いていた。「ピルグリムが上陸して以来、彼の疲れを知らぬ研究を逃れた主題について、何かを書いたという男あるいは女はいない」とも書いていた。オリバー・ウェンデル・ホームズ・シニアはグリスウォルドの研究した文学が、「その対象が作家である種の博物学者、その記憶はインクを食べているあらゆる飛びあるいは這っているものの完全な動物相である」と言っていた。
エバート・オーガスタス・ダイキンクは、「（国民文学の）思想は、モノマニア（偏執症）の力と共にグリスウォルドの心に入り、占有したように見える。」とコメントした。詩人のフィリップ・ペンドルトン・クックは、グリスウォルドの誠実さを問題にして、彼は「それを言うよりも愛するべきだった」と言っていた。1850年代までに、グリスウォルドの文学愛国主義は幾らか衰え、イギリス、フランス、ドイツからの文学を読む、より人気のある傾向に従うようになった。かれは「全く新しい文学を生み出すというような愚かな言い方」から断絶するようになった。
グリスウォルドは国際的な著作権の確立を公然と支持していたが、彼自身は編集者として当時の作品全体を盗用することが多く、特に雑誌「ブラザー・ジョナサン」がそうだった。当時の編集者は彼に付いて「彼が『不道徳、不公正、邪悪』だと宣言する最新のものを利用しており、やかましく説教する一方であっても、最速のものを盗用していた」と語っていた。たとえそうであっても、彼は1844年春にアメリカ合衆国議会で著作権法の必要性を議論するときは、出版業を代表するべく選ばれていた。

## ポーとの関係

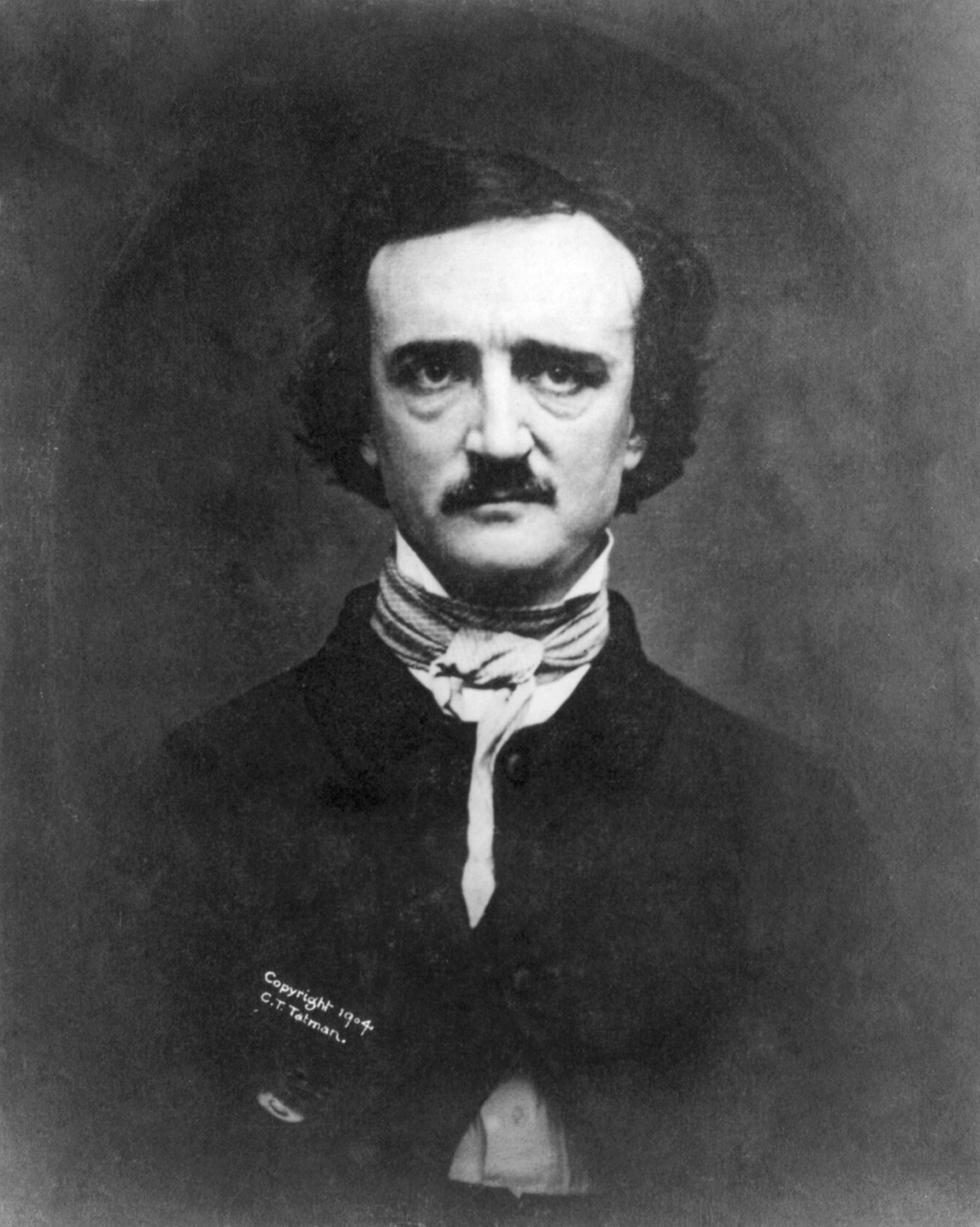
エドガー・アラン・ポーダゲレオタイプ写真、その死の1年前である1848年に撮影、39歳

グリスウォルドはフィラデルフィアで「デイリー・スタンダード」のために働いていた1841年5月に、エドガー・アラン・ポーと初めて会った。その始まりから彼らの関係は、少なくとも表面上誠心誠意のものだった。1841年3月29日付の手紙で、ポーはグリスウォルドに選集『アメリカの詩人と詩』のための詩数編を送り、「1つか2つが掲載されれば」、誇りに思うことになるだろうと書いていた。グリスウォルドはそれらの中から3編を選んで掲載した。すなわち『コロシアム』、『幽霊の出る場所』、『眠る人』だった。同年11月、ポーはそれ以前に出した「自叙伝」シリーズの中でグリスウォルドを「素晴らしい趣味と健全な判断の紳士」と持ち上げていたが、グリスウォルドのためだとして選集の重要な書評を書いた。グリスウォルドはポーの書評に敬意を払い、その影響力を通じてボストンの定期刊行物に掲載させた。この書評は概して好意的なものだったが、ポーは特定の詩人たちを入れたこと、別の詩人たちを外したことを問題にしていた。ポーはグリスウォルドがニューイングランドの詩人を「不当に贔屓している」とも言っていた。グリスウォルドはそれ以上の称賛を期待していたが、ポーはその本で特に感銘を受けなかったと個人的に他者に伝えていた。ある友人への手紙で「最も悪意あるインチキ」だとまで言っていた。仲間の作家フレデリック・W・トマスに宛てた別の手紙では、グリスウォルドがこの書評を掲載させると約束したことは、実際には好意的な書評に対する賄賂であり、ポーが金を必要とすることを知っていたからだとも示唆していた。
それから僅か1か月後、二人の関係をさらに気まずくさせたのは、グリスウォルドが「グラハムのマガジン」の編集者としてジョージ・レックス・グラハムから雇われたことであり、その地位はポーが持っていたものだった。しかし、グリスウォルドはポーより高給が払われ、しかも雑誌の論調を支配できるように手配された。それから間もなく、ポーは『アメリカの詩人と詩』と題する一連の講義を行うようになり、その最初のものは1843年11月25日にフィラデルフィアで行われた。ポーは大聴衆の前で公然とグリスウォルドを攻撃し、同様な講義でも同じことを続けた。グラハムは、これらの講義の間にポーが、「十分に覚えて置かれるほどの力で、グリスウォルド氏の指関節をぴしゃりと叩いた（お仕置きをした）」と言っていた。ポーは1845年1月16日付の手紙で、グリスウォルドと和解しようとし、その講義ではグリスウォルドが不愉快に思うようなことを全て省いていると約束した。
この二人の間の敵意となったもののもう一つの原因は、1840年代半ばに詩人フランシス・サージェント・オズグッドの好意を取り合ったことだった。彼女もポーも、それぞれ別の配偶者と結婚していたが、公然といちゃつくようになり、それが文学界でゴシップの種になった。グリスウォルドもオズグッドに惚れ込んでおり、文学サロンに導き、その最も忠実な守護者となった。「彼女は私が知っている中でも最も賞賛すべき女性だ」と、出版者のジェイムズ・T・フィールズに宛てて1848年に書いていた。オズグッドはグリスウォルドに彼女の詩集を献呈することで応じ、「彼の才能に対する賞賛の土産、彼の寛大な性格に対する尊敬、貴重な文学に関する相談に対する感謝の印」としていた。

### "ルートヴィヒ" 死亡記事
ポーの死後、グリスウォルドは"ルートヴィヒ"という筆名を使った死亡記事を準備した。「ニューヨーク・トリビューン」の1849年10月9日版で最初に掲載され、その後何度も掲載された。そこでは、ポーには友人が少なかったので、「悲しむ者が少ない」と主張していた。ポーは、「狂気か憂鬱か」で度々街を徘徊しており、独り言を言い、自身を呪い、すぐイライラし、他人を妬み、「社会を悪人で構成されていると見なしていた」と主張した。ポーの成功要因は、彼が「その虚栄心を傷つけた世界を軽蔑する権利」を求めたからだと、記していた。ポーに関するこの性格描写の大半は、エドワード・ブルワー＝リットンの小説『カクストンズ』の登場人物フランシス・ビビアンのセリフをほとんど逐語的に移したものだった。
グリスウォルドの伝記作者ジョイ・ベイレスは、グリスウォルドがその死亡記事で関係を隠すために筆名を使ったのではなく、新聞や雑誌に寄稿する時はそうするのが習慣だったから筆名を使ったと記していた。それでも筆者がグリスウォルドであることはすぐにばれた。1849年12月17日付サラ・ヘレン・ホイットマン宛ての手紙で、「私は彼の友人ではなく、彼も私の友人ではない」と、ポーの死亡記事でのその役割を認めていた。

### 備忘録
グリスウォルドは、「ポー氏の最後の要請の中で」、「彼の家族の利益のために」自分がポーの文学的遺産の執行者になると主張した。グリスウォルドは、ポーの叔母で義母のマリア・クレムが、ポーが1849年6月9日にそのような声明を作り、彼女自身がポーの作品に対する権利を手放すと言ったと主張した。実際にクレムが代理権をグリスウォルドに渡すという1849年10月20日付の文書が存在したが、証人の署名が無かった。しかし、クレムはそのような判断をする権利が無かった。ポーの妹であるロザリーが最も近い親類だった。グリスウォルドは他のアメリカ文学者の文学上の代理人として行動していたが、ポーが実際にグリスウォルドを執行人に指名したか（恐らくポーの短編『邪悪の出版』の一部として）、グリスウォルド側のトリックなのか、あるいはマリア・クレムの誤りなのか、明らかではない。オズグッドがポーを説得して、グリスウォルドを執行人に指名させた可能性もある。
いずれにしても、グリスウォルドはジェイムズ・ラッセル・ローウェルおよびナサニエル・パーカー・ウィリスと共に、ポーの作品を編集して、1850年1月から3巻本で作品集を死後出版した。グリスウォルドはポーの生存している親戚とその出版の利益を分けることは無かった。その本には『作家の備忘録』と題する自伝的スケッチが含まれており、その不正確さで有名になった。この『備忘録』はポーを狂人、薬物に依存し、慢性的に飲酒する者として描いていた。多くの要素は証拠として偽造された手紙を使いグリスウォルドが装飾したものであり、ポーを知っている者からは非難された。例えばサラ・ヘレン・ホイットマン、チャールズ・フレデリック・ブリッグス、さらにジョージ・レックス・グラハムだった。3月になって、グラハムはその雑誌で、グリスウォルドが信頼を裏切り、死者に報復していると告発する声明を掲載した。「グリスウォルド氏は、古い偏見と古い敵意をして、かれの絵の色付けに忍び込ませた」と記した。トマス・ホリー・シバーズは、グリスウォルドの告発に直接反応して『エドガー・アラン・ポーの新生活』と題する本を書いた。シバーズは、グリスウォルドにはポーの作品を編集する能力が無いだけでなく、死者の文学遺産執行者として彼自身を指定する彼および全ての者が死者に負うている任務に全く気付いていないと言っていた。
今日、グリスウォルドの名前は通常、人格の暗殺者としてポーと関連付けられている。ただし、グリスウォルドがポーを傷付けようと図っていたと、全てが考えているわけではない。グリスウォルドが主張あるいは示唆していた情報の幾らかは、ポーがバージニア大学から追い出されたことと、ポーがその保護者であるジョン・アレンの2番目の妻を誘惑しようとしたことである。仮にそうだったとしても、グリスウォルドの試みはポーの作品に注目を惹きつけさせただけである。読者は「悪の」男の作品を読むという概念に興奮していた。グリスウォルドによるポーの性格描写と、彼が創った嘘の情報は、その後の20年間に一貫してポーの伝記に現れていた。

## 著作
選集
- 『伝記の年鑑』（Biographical Annual、1841年）[113]
- 『アメリカの詩人と詩』（The Poets and Poetry of America、1842年、その後数回版を重ねたものの初版）[15]
- 『アメリカ女流詩人の宝石箱』（Gems from American Female Poets、1842年）[81]
- 『学校で使うためのアメリカの詩における読み』（Readings in American Poetry for the Use of Schools、1843年）[81]
- 『アメリカ文学の好奇心』（Curiosities of American Literature、1844年）[81]
- 『19世紀イングランドの詩人と詩』（The Poets and Poetry of England in the Nineteenth Century、1844年）[114]
- 『ジョン・ミルトンの散文詩』（The Prose Works of John Milton、1845年）[115]
- 『イングランドの詩人と詩』（The Poets and Poetry of England、1845年）[113]
- 『感傷の詩』（Poetry of the Sentiments、1846年）[113]
- 『救い主の生におけるシーン』（Scenes in the Life of the Savior、1846年）[113]
- 『アメリカの散文詩人』（Prose Writers of America、1847年）[113]
- 『アメリカの女流詩人』（Female Poets of America、1848年）[113]
- 『イングランドとアメリカの神聖な詩人』（The Sacred Poets of England and America、1848年）[113]
- 『アメリカ詩のギフトの葉』（Gift Leaves of American Poetry、1849年）[113]
- 『花の詩』（Poetry of the Flowers、1850年）[113]
- 『感情の贈り物』（The Gift of Affection、1853年）[113]
- 『花の贈り物、あるいは愛のリース』（Gift of Flowers, or Love's Wreath、1853年）[113]
- 『愛の贈り物』（Gift of Love、1853年）[113]
- 『感情の贈り物』（Gift of Sentiment、1854年）[113]

詩
- 『糸杉のリース: 慰みの書』（The Cypress Wreath: A Book of Consolation、1844年）[113]
- 『キリスト教バラードの挿絵入り本』（Illustrated Book of Christian Ballads、1844年）[113]

ノンフィクション
- 『共和制のコート、あるいはワシントンの時代のアメリカ社会』（The Republican Court or, American Society in the Days of Washington、1854年）[33]

## 関連図書
- Passages from the Correspondence and Other Papers of Rufus W. Griswold (Cambridge, Mass., 1898), edited by his son William McCrillis Griswold (1853–1899)